# Список умерших в 1892 году
В этой статье представлен список известных людей, умерших в 1892 году.
См. также: Категория:Умершие в 1892 году

## Январь

### 11 января
- Блас, Арнольд Йозеф (77) — бельгийский кларнетист.

### 13 января
- Адан, Эмиль (61) — директор Военно-картографического института в Брюсселе.

### 14 января
- Альберт Виктор, герцог Кларенс и Эвондейл (28) — принц Великобритании, старший внук королевы Виктории по прямой мужской линии.

### 18 января
- Джордж Бертон (85) — французский художник-портретист.

### 21 января
- Адамс, Джон Кух (72) — британский математик и астроном, иностранный член-корреспондент Санкт-Петербургской академии наук, член Лондонского королевского общества.

## Февраль

### 12 февраля
- Мох, Рудольф (75) — западноукраинский поэт, драматург, общественный деятель, священник УГКЦ.

### 16 февраля
- Бейтс, Генри Уолтер (67) — английский естествоиспытатель и путешественник.

### 17 февраля
- Завалишин, Дмитрий Иринархович (87) — русский морской офицер, публицист и мемуарист, декабрист.

## Март

### 7 марта
- Араго, Этьен (90) — французский драматург, политик и журналист.

### 9 марта
- Адам, Бенно (79) — немецкий живописец, анималист.

### 13 марта
- Никола Каба (79) — французский художник-пейзажист.

### 15 марта
- Михаил Знаменский (58) — русский писатель, мемуарист, литератор, художник, карикатурист, археолог, этнограф, краевед.
- Владимир Караваев (80) — хирург, один из основателей медицинского факультета Университета Святого Владимира.

### 20 марта
- Батюшков, Помпей Николаевич (80) — российский государственный деятель, историк и этнограф, Действительный тайный советник.

### 21 марта
- Аннибале де Гаспарис (72) — итальянский астроном. Директор астрономической обсерватории Каподимонте в Неаполе (1864 — 1889)

### 26 марта
- Уолт Уитмен (72) — американский поэт, публицист, реформатор американской поэзии.

### 28 марта
- Альвенслебен, Константин фон (82) — прусский генерал от инфантерии.

## Апрель

### 18 апреля
- Боденштедт, Фридрих (72) — немецкий писатель, переводчик и поэт.

### 21 апреля
- Александрина Прусская (89) — великая герцогиня Мекленбург-Шверина, член дома Гогенцоллернов.

### 25 апреля
- Герман Бидерман (60) — австрийский статистик, историк, этнограф, профессор государственного и конституционного права.
- Карл Дитмар (69) — российский геолог, исследователь Камчатки.

## Май

### 2 мая
- Бурмейстер, Герман (85) — известный немецкий естествоиспытатель.

### 7 мая
- Андрей Шидловский (73) — российский астроном и геодезист.

### 10 мая
- Баркрофт Боук (26) — австралийский поэт.

### 13 мая
- Жак-Жюльен Марготтен (74) — французский селекционер и владелец частного питомника роз.

### 23 мая
- Фредерик Диминг (38) — австралийский преступник английского происхождения, осуждённый и казнённый за убийство двух своих жён и четырёх детей.

### 29 мая
- Бахаулла (настоящее имя мирза Хусейн-Али-и-Нури) (74) — основатель Веры Бахаи.

## Июнь

### 3 июня
- Николай Голицын (82) — князь, военный историк, генерал от инфантерии.

### 14 июня
- Борель, Эжен (60) — швейцарский политик, член Федерального совета Швейцарии (1872 — 1875).

### 23 июня
- Николай Скадовский (46) — российский жанровый живописец, один из основателей Товарищества южнорусских художников.

### 25 июня
- Эдуард Гербст (71) — австрийский юрист и государственный деятель, профессор уголовного права.
- Иван Черский (47) — известный исследователь Сибири.

### 28 июня
- Аткинсон, Гарри (60) — новозеландский политик, 10-й премьер-министр Новой Зеландии (1876-77; 1883-84; 1884 и 1887-91).

## Июль

### 20 июля
- Аве-Лаллеман, Фридрих Христиан Бенедикт (83) — немецкий криминалист и писатель.

### 30 июля
- Бискупский, Константин Ксаверьевич (57) — русский генерал, участник русско-турецкой войны 1877—1878 гг.

## Август

### 11 августа
- Бетти, Энрико (68) — итальянский математик и физик.

### 12 августа
- Фицджеральд, Роберт Дэвид (61) — ирландско-австралийский ботаник, орнитолог, естествоиспытатель (натуралист), таксидермист, геодезист, инженер и поэт.

### 19 августа
- Николай Глиноецкий (62) — русский генерал, профессор Николаевской академии Генерального штаба, военный писатель.

### 22 августа
- Эрнст II (герцог Саксен-Кобург-Готский) — старший сын Эрнста I герцога Саксен-Кобург-Гота и Луизы Саксен-Гота-Альтенбургской.

## Сентябрь

### 7 сентября
- Исидор (Никольский) (92) — епископ Православной Российской Церкви.

### 27 сентября
- Виталий (Иосифов) — епископ Русской православной церкви, епископ Калужский и Боровский.

## Октябрь

### 6 октября
- Теннисон, Альфред (83) — английский поэт.

### 14 октября
- Арбо, Петер Николай (61) — норвежский художник.

### 15 октября
- Бирмер, Михаэль Антон (64) — немецкий медик.

### 16 октября
- Блайбтрой, Георг (64) — немецкий художник, баталист.

### 27 октября
- Боронок, Алексей Никитич(40) — русский генерал, участник Среднеазиатских походов, Русско-турецкой войны 1877—1878.

## Ноябрь

### 1 ноября
- Ана, Генрих де (60) — немецкий скрипач и музыкальный педагог.

### 10 ноября
- Дитятин, Иван Иванович — русский историк права и государствовед.

### 20 ноября
- Фёдор Новосильский — моряк, адмирал Российского флота, герой Синопского морского сражения и обороны Севастополя.

### 26 ноября
- Алексей Галахов (85) — историк русской литературы.

### 30 ноября
- Августин (Гуляницкий) (54) — епископ Православной Российской Церкви, епископ Екатеринославский (1891 — 1892).

## Декабрь

### 3 декабря
- Афанасий Фет (71) — русский поэт-лирик, переводчик, мемуарист.

### 9 декабря
- Эрнст Климт (28) — австрийский исторический живописец, художник-декоратор.

### 12 декабря
- Августин (Гуляницкий) (54) — епископ Православной Российской Церкви.

### 13 декабря
- Адлерберг, Николай Владимирович (73) — граф, русский государственный и военный деятель, генерал от инфантерии, участник покорения Кавказа, Финляндский генерал-губернатор.

### 14 декабря
- Арчибальд, Адамс Джордж (78) — канадский политический деятель, судья, один из отцов-основателей канадской конфедерации.

### 17 декабря
- Брайтон, Джордж (62) — американский инженер-механик, изобретатель одного из первых вариантов поршневого двигателя внутреннего сгорания.

### 19 декабря
- Арцруни, Григорий Еремеевич (47) — армянский либерально-буржуазный публицист, издатель и редактор газеты «Мшак».

### 21 декабря
- Иван Кереселидзе (42) — грузинский поэт, публицист, журналист, общественный деятель.

### 26 декабря
- Марфа Сабинина — российская общественная деятельница.

### 29 декабря
- Александр Гейнс (58) — генерал-лейтенант, действительный статский советник, этнограф.

## Дата неизвестна или требует уточнения
- Генрих Айнмиллер (54 или 55) — немецкий исторический живописец по стеклу, сын Макса Эмануэля Айнмиллера.
- Феликс Бжозовский (55 или 56) — польский художник-пейзажист, иллюстратор.
- Константин Краевич (59) — российский физик и педагог.
- Евграф Сорокин (70 или 71) — русский художник и педагог, мастер исторической, религиозной и жанровой живописи.